# Хард-транс
Хард-транс (англ. hard trance) — різновид трансу, що виник у середині 1990-х і вважається одним з найбільш ранніх відгалужень цього напрямку.

## Про стиль
Як і власне транс, хард-транс споріднений із техно, New Beat і хаузом. Хард-транс характеризується особливо важкою бас-бочкою (в розмірі 4/4), дещо швидшим темпом (140—150 bpm), «кислотними» ефектами, енергійнішою лінією басу. Мелодична лінія навіть менше розвинена ніж у трансі, загальне звучання можна охарактеризувати як футуристичне і космічне.
Найхарактерніший ранній хард-транс виходив в 1994 році на німецькому лейблі HartHouse. Одержав досить широке поширення в Англії й у континентальній Європі. До представників цієї течії відносять гурти Gary-D, Marcel Woods, Cosmic Gate, Dj Scot Project, DuMonde, Jesselyn, Darude, Luca Antolini, Andrea Montorsi, Kamui, ASYS, Space Frog, Beam vs Cyrus, Masif DJ's, Alphazone, Dave Joy, Ultraform, Hennes & Cold, Dave 202, Vandall, Sa.Ve.Ooh, Fauso, Tommy Pulse.

## Історія
Хард-транс виник в епосі хардкор брейкбіту, яка походила від бельгійської сцени New Beat, індустріального стилю техно. Коли громада прихильників хардкор брейкбіту розділилася на окремі піджанри, хард-транс почав розвиватися в рамках авторів брейкбіт хардкору. Унаслідок розвитку, хард-транс став одним із домінуючих і найуспішніших стилів електронної музики в 1990-х у континентальній Європі і по всьому світу. Британська електронна музична сцена відокремилася і приділяла більше уваги іншим стилям, таким як jungle, dnb, хардкор, техно, New Beat і хауз.

### Популярність, комерціалізація

#### Європа
Залишаючись популярним в 1993—1997 роках в Європі, хард-транс найчастіше асоціювався з мегарейвами з багатьма тисячами учасників (рейверів). Багато з альбомів компіляцій було випущено основоположниками стилю і тими клубами, що вирішили просувати цей стиль в маси. Згодом хард-транс здобув велику популярність і досяг комерційного статусу, приблизно з 1995 року він також відомий як «maximaal». Протягом 1990-х популярність стилю послужила підґрунтям для безлічі популярних і фінансово успішних треків. Коли стилем зацікавились великі лейбли, хард-транс врешті стає активно рекламуватись на збірках, на телебаченні, радіо та в інших ЗМІ.
Згодом звук хард-трансу стає шаблонним, все частіше використовуються популярні елементи попередніх успішних треків, стиль стає перевантаженим музичними шаблонами. Такий підхід до написання треків призвів згодом до різкого падіння популярності жанру, падіння продажів, в результаті чого великі лейбли відмовились від активної роботи з хард-трансом. Згодом цей стиль знов переходить до статусу андерграунд-культури.

#### Велика Британія
Хард-транс вперше став популярним у Великій Британії серед прихильників техно-спільноти в таких клубах, як Heaven, Trade, Melt та Fist або на сценах The Omen у Морлі та Club UK у Лондоні. В об'єднаному королівстві хард-транс ніколи так і не отримав великої популярності, як на континенті, бо вже тоді на британській електронній сцені давно і успішно грали jungle, dnb, hardcore та house.